# 四合乡 (西昌市)
四合乡，是中华人民共和国四川省凉山彝族自治州西昌市下辖的一个乡镇级行政单位。

## 行政区划
四合乡下辖以下地区：
四合村、团结村、永定村、吉木德村和马什洛村。